# 岡照雄
岡 照雄（おか てるお、1930年1月2日 - 2024年6月26日）は、日本の英文学者。京都大学名誉教授、福岡女子大学名誉教授。専門は18世紀イギリス文学。

## 経歴
福岡市生まれ。福岡県立修猷館高等学校を経て、1953年京都大学文学部卒業。大阪市立大学講師、助教授、京大教養部助教授、文学部助教授、1979年教授、1990年学部長、1993年定年退官、名誉教授、県立福岡女子大学学長、名誉教授。2008年、瑞宝中綬章受章。2024年6月26日死去。叙正四位。

## 著書
- 『アンガス・ウィルソン』（研究社出版、今日のイギリス・アメリカ文学） 1970
- 『官僚ピープス氏の生活と意見』（みすず書房） 2013

## 翻訳
- 『ミス・ブロウディの青春』（ミュリエル・スパーク、筑摩書房） 1973。白水Uブックス 2015
- 『ケンブリッジ版 イギリス文学史2』（ジョージ・サンプソン、R・C・チャーチル補筆、研究社出版） 1977 - 平井正穂監訳、高橋康也・川崎寿彦・蜂谷昭雄共訳
- 『バージェスの文学史』（アンソニー・バージェス、人文書院）1982 - 西村徹・蜂谷昭雄共訳
- 『ケイレブ・ウィリアムズ』（ウィリアム・ゴドウィン、国書刊行会、ゴシック叢書） 1982。白水Uブックス 2016
- 『エドマンド・ゴドフリー卿殺害事件』（ジョン・ディクスン・カー、国書刊行会） 1991。創元推理文庫 2007
- 『サミュエル・ピープスの日記 第8巻（1667年）』（サミュエル・ピープス、臼田昭・海保眞夫共訳、国文社） 1999
- 『サミュエル・ピープスの日記 第9巻（1668年）』（サミュエル・ピープス、海保眞夫共訳、国文社） 2003
- 『サミュエル・ピープスの日記 第10巻（1669年）』（サミュエル・ピープス、国文社） 2012 - 最終巻（海保訳を補訂）
- 『推定相続人』（ヘンリー・ウエイド、国書刊行会、世界探偵小説全集） 1999

## 参考
- みすず書房
- 『京大文学部の百年』